# Блато (річка)
Блато (мак. Блато) — річка в Македонії, є лівою притокою річки Црна. У районі витоку відома як Строшка Река.
Річка має найбільшу площу водозбірного басейну приток річки Црної, загалом 937 км², але має найменший відносний перепад русла лише 13,2‰.
У витоків відома як Строшка Река. Впадає в Црну біля села Тройкрсті на висоті 591 метр.
Її довжина становить 44 кілометри.
Має кілька приток, найважливіші з яких: Прилепська Река, у верхній течії якої побудовано штучне Прилепське озеро, а також Зрза Река і Селішна Река.

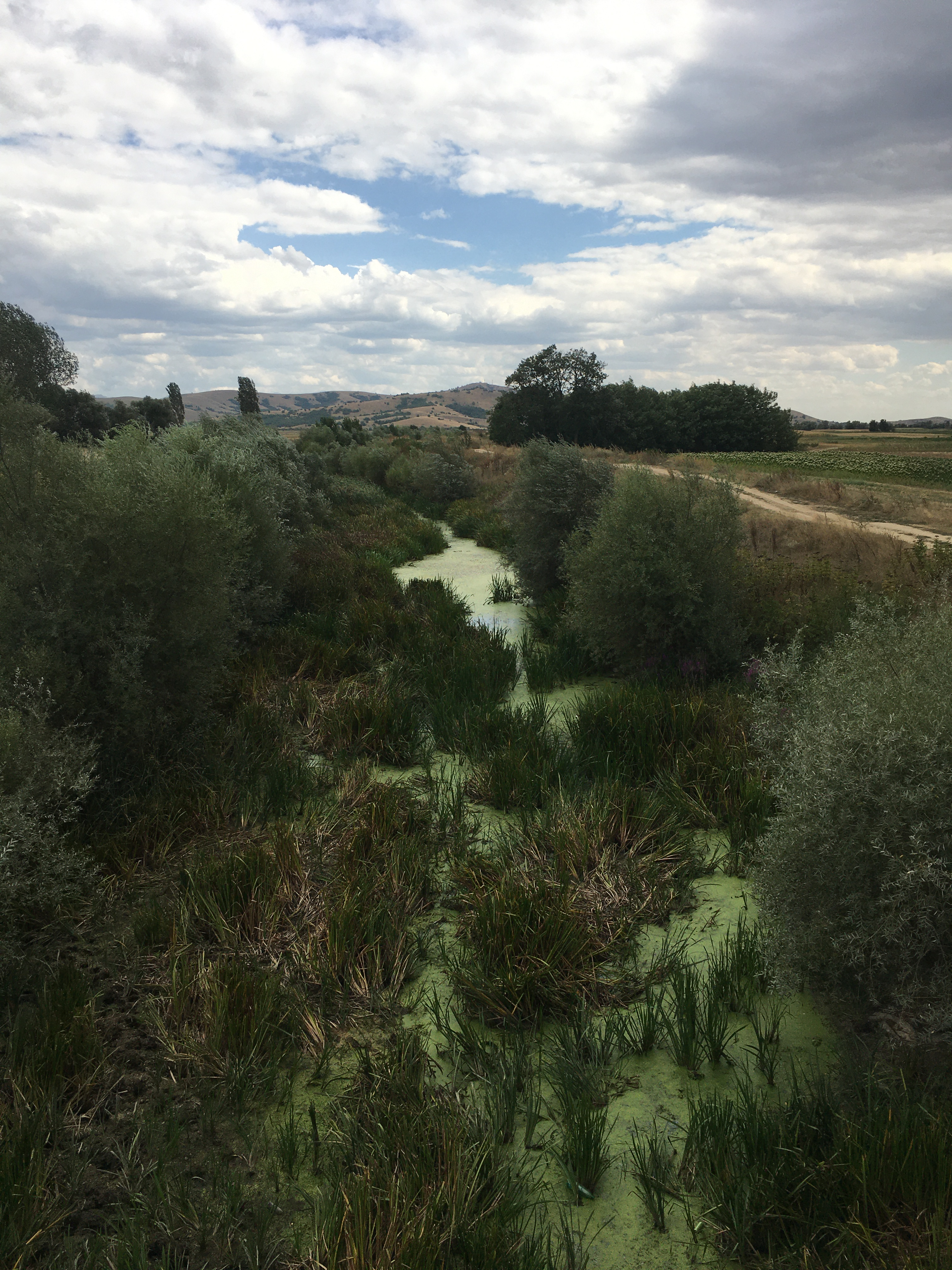